# Lega calcistica degli Emirati Arabi Uniti 2002-2003
La UAE Football League 2002-2003 è stata la 28ª edizione della massima competizione calcistica nazionale per club degli Emirati Arabi Uniti. La squadra campione in carica è l'Al-Ain.A questa edizione della massima serie prendono parte 12 squadre.
Il Dubai Club e l'Al Dhafra retrocessero in UAE Second Division, mentre a laurearsi campione degli Emirati Arabi Uniti fu per l'ottava volta l'Al-Ain.

## Classifica
|                                | Pos. | Squadra       | G  | V  | N  | P  | GF | GS | Pt |
| ------------------------------ | ---- | ------------- | -- | -- | -- | -- | -- | -- | -- |
| Emirati Arabi Uniti (bandiera) | 1    | Al-Ain        | 22 | 14 | 6  | 2  | 51 | 20 | 48 |
|                                | 2    | Al-Wahda      | 22 | 12 | 7  | 3  | 50 | 29 | 43 |
|                                | 3    | Al-Ahli Dubai | 22 | 9  | 7  | 6  | 47 | 36 | 34 |
|                                | 4    | Al-Nasr       | 22 | 8  | 10 | 4  | 36 | 25 | 34 |
|                                | 5    | Al-Shaab      | 22 | 8  | 8  | 6  | 39 | 31 | 32 |
|                                | 6    | Al-Jazira     | 22 | 8  | 7  | 7  | 33 | 32 | 31 |
|                                | 7    | Sharjah       | 22 | 6  | 7  | 9  | 28 | 42 | 25 |
|                                | 8    | Al-Wasl       | 22 | 4  | 11 | 7  | 27 | 36 | 23 |
|                                | 9    | Al-Shabab     | 22 | 4  | 10 | 8  | 30 | 38 | 22 |
|                                | 10   | Ittihad Kalba | 22 | 4  | 10 | 8  | 22 | 31 | 22 |
|                                | 11   | Dubai Club    | 22 | 4  | 5  | 13 | 36 | 56 | 17 |
|                                | 12   | Al Dhafra     | 22 | 3  | 8  | 11 | 29 | 52 | 17 |

Legenda:

      Campione degli Emirati Arabi Uniti 2002-2003, ammessa alla fase a gironi della AFC Champions League 2004

      Ammesse alla fase a gironi della AFC Champions League 2004

      Retrocessa in UAE Second Division 2003-2004

Tre punti a vittoria, uno a pareggio, zero a sconfitta.
Al Ain:ammessa d'ufficio alla AFC Champions League 2004 come detentrice del titolo.
Sharjan:ammessa alla AFC Champions League 2004 come vincitrice della Coppa del Presidente degli Emirati Arabi Uniti 2002-2003